# آرابي (قصة قصيرة)
«عربي» (بالإنجليزية: Araby)‏ وتُلفظ بالإنجليزية «آرابي»، هي قصة قصيرة كتبها جيمس جويس ونشرها في مجموعته القصصية ناس من دبلن (بالإنجليزية: Dubliners)‏ عام 1914، القصة هي العمل الثالث في المجموعة. تُعتبر القصة من قصص جويس الواقعية المبكرة المليئة بالكشف عن مواهب الكاتب في تيار الوعي. يتم سرد القصة من وجهة نظر صبي مجهول الهوية، وتقع معظم أحداث القصة في شارع نورث ريتشموند في دبلن.

## لمحة عامة

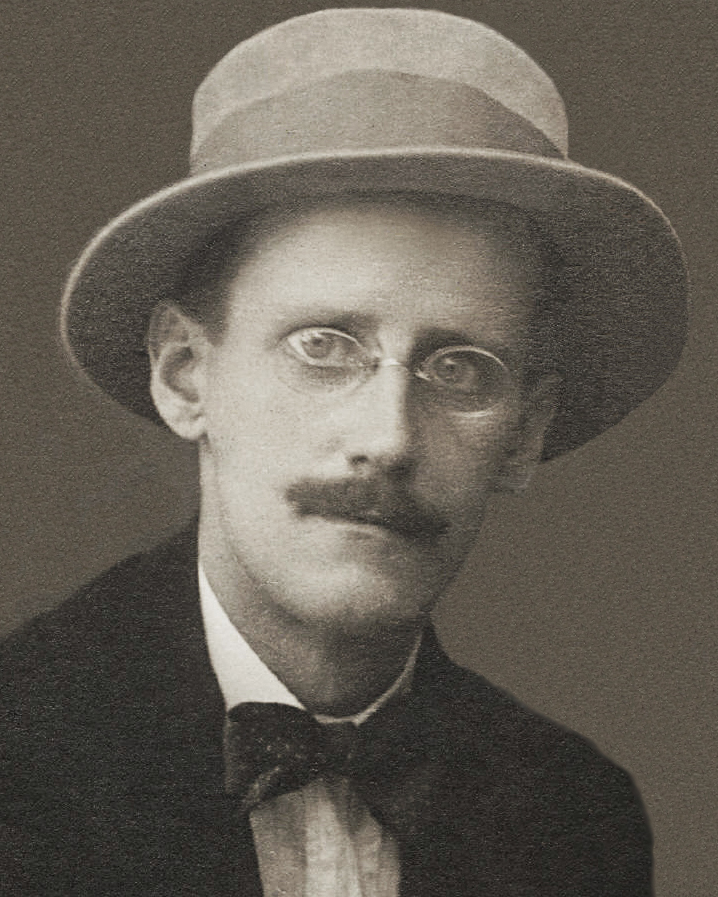
كاتب القصة جيمس أوغاستين جويس.

كاتب القصة هو جيمس جويس، وهو كاتب وشاعر أيرلندي. يعتبر جويس أحد أكبر كُتّاب القرن العشرين وكتاباته تشكِّل الأعمال الأساسية في تاريخ الحداثة الأدبية، يُذكر أن جويس كان مصاباً بأمراض عين مزمنة قادته للعمى وعاش حالة فقر مادية شديدة في سنوات شبابه. نَشَرَ جويس قصة آرابي عام 1914، وفي القصة تظهر براعة الكاتب في وصف مشاعر فتًى يقترب من مرحلة البلوغ. كانت أخت مانجان الشغف الأول لدى بطل القصة المراهق الصغير، الشغف الذي أشغله عن حياته ودراسته وأفقده براءة الطفولة، وهي علامةٌ على التفارق المذهل بين الواقع الثابت والرتيب (الشارع المعتم، العمّ المتأخر، الأنوار المُطفأة، البائعة غير المبالية) والمثال الجَذَّاب والمُثير (أخت مانجان والبازار «العربيّ»).

## القصة

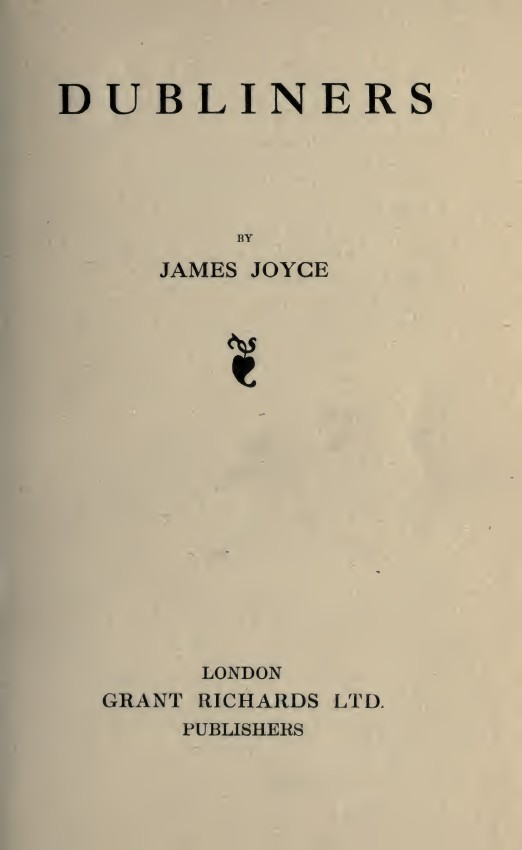
غلاف كتاب ناس من دبلن.

راوي القصة هو البطل، ومن خلال سرده لأحداث القصة، ينغمس القارئ في بداية القصة في الحياة المغلقة الرهيبة التي يعيشها الناس في شارع نورث ريتشموند، والذي يبدو أنه مُضاء فقط من قبل حيوية ونشاط الأطفال الذين على الرغم من الظلام المتزايد الذي يأتي لهم خلال فصل الشتاء إلا أنهم يصرون على اللعب «حتى تتوهج أجسادهم». على الرغم من أن ظروف هذا الحي تترك الكثير مما هو مرغوب ومطلوب فيه، إلا أن ألعاب الأطفال مليئة بطريقتهم السحرية في إدراك العالم، وهو ما ينقله الراوي للقارئ:
| آرابي (قصة قصيرة) | وكانت تملأ صيحاتنا الشارع الصامت، ولعبنا يأخذنا عبر الممرات الموحلة المظلمة خلف المنازل حيث كنا نلعب لعبة القبائل الخارجة من الأكواخ، وفي جهة الأبواب الخلفية للحدائق المظلمة كانت تنتشر الروائح من حفر الرماد وروائح الاسطبلات حيث قام المدرب بتخفيف وتمشيط الحصان ويحدث صوت موسيقى مصدره يحرك أحزمة اللجام الجلدية." | آرابي (قصة قصيرة) |

ولكن على الرغم من أن هؤلاء الأولاد «يشتغلون» حول الحي بطريقة طفولية جداً، فهم أيضًا مهتمين وعلى دراية بالعالم البالغ، كما يتضح من خلال تجسسهم على عم الراوي أثناء عودته إلى المنزل من العمل، والأهم من ذلك هو أخت مانجان، التي كانت ترتدي ملابس «تتأرجح وهي تتحرك» و«خصل ناعمة من شعرها تتأرجح من جانب إلى آخر». هؤلاء الأولاد على شفا من الوعي الجنسي، وهم يشعرون بالجوع بسبب لغز الجنس الآخر، وهم متعطشون للمعرفة.
في مساء يومٍ ممطر، عزل الصبي نفسه في غرفة الرسم المظلمة بلا صوت وأعطى العنان الكامل لمشاعره:«ضغطت على كف يدي معاً حتى ارتجفت وتذمرت: يا حب! يا حب! مرات عديدة.» هذا المشهد هو تتويج مثالي لمشاعر الراوي بشكل متزايد لأخت مانغان. بحلول الوقت الذي يتحدث فيه معها فعلياً، كان قد بنى فكرة غير واقعية لها، حتى أنه لم يستطيع وضع الجمل معاً عندما تحدث معها:"عندما وجهت إليّ الكلمات الأولى، كنت مرتبكاً لدرجة أنني لم أكن أعرف ما يجب الإجابة عليه. سألتني إذا كنت ذاهباً إلى العربي. نسيت حتى أن أجِب بنعم أو لا." لكن الراوي يتعافى بشكل رائع: عندما تَذكُر أخت مانغان بفظاظة أنها لن تكون قادرة على الذهاب إلى العربي، يقدم الراوي بشجاعة لإحضار شيء ما لها.
لا يستطيع الراوي الآن الانتظار للذهاب إلى البازار العربي وشراء لحبيبته الهدية الكبرى والتي سوف تحبه لها. وعلى الرغم من ذلك، تزعجه عمته وتؤخره، ظناً منها انه ذاهب هناك لـ«شأنًا ما من الماسونية»، وعلى الرغم من وصول عمه إلى المنزل متأخر جداً من العمل، ربما كان مخموراً، أو هو بخيل ولا يريد إعطائه النقود للذهاب. يأخذ معه بالكلام لدرجة أنه يكاد يمنع الراوي من الذهاب. في نهاية المطاف يخرج الراوي الجريء من المنزل متشبثاً النقود ومصاب بالإحباط، على الرغم من أن الوقت متأخر، إلا انه منطلق باتجاه البازار.
وصل للسوق العربي ولاحظ أنه لم يكن المكان الروعة الذي كان يأمل أن يكون. الوقت متأخر ومعظم الأكشاك مغلقة. الصوت الوحيد الصادر هو صوت «سقوط العملات» حيث يحسب الرجال أموالهم. الأسوأ من ذلك كله هي رؤية الحياة الجنسية - لمستقبله - التي يتلقاها عندما يتوقف عند أحد الأكشاك القليلة المتبقية. كان مصدوم وهو ينظر لبائعة واقفة مع شابين، فكان المشهد عبارة عن امرأة شابة تفكر بالمماطلة في الحديث التافه مع شابين. على الرغم من أنهم قد يكونون زملاء عمل، إلا أنهم كانوا يمزحون مع بعضهم البعض بطريقة قوية. تنظر الفتاة إلى الراوي لفترة وجيزة ثم تعود إلى حديثها التافه معهم. تم تدمير رؤيته المثالية للعربي، إلى جانب الرؤية المثالية لأخت مانغان ونظرته للحب. هو وحده في السوق العربي مع العار والغضب اللذين يتصاعدان داخله.

## المواضيع
تطرقت قصة «آرابي» إلى عدد كبير من المواضيع، وكان أهمهم في القصة هو بلوغ سن الرشد. انتشر في القرنين التاسع عشر والعشرين عدة قصص وروايات عن بلوغ سن الرشد، يركز هذا النوع من الأدب عادةً على تجارب الشاب الذي يقترب من سن الرشد. ينضج بطل الرواية أو الشخصية الرئيسية مع تقدم القصة وتتغير شخصيته.
كان هناك عدة مواضيع أخرى مثل لقاء الخيال مع الواقع، وحياة العقل مقابل الفقر (الجسدي والفكري)، ونتائج المثالية، وتأثير الكنيسة الكاثوليكية على جعل دبلن مكاناً للزهد حيث ينظر إلى الرغبة والشهوانية على أنها غير أخلاقية، والألم الذي يحدث غالباً عندما يواجه المرء الحب في شكله الواقع بدلاً من شكله المرتفع الخيالي والعجز. اعتمدت مواضيع القصة على بعضها البعض بالكامل من خلال أفكار الصبي الصغير، الذي قالها الراوي وهو يسرد القصة من ذاكرته.

## التأثير اللاحق
من بين الكتّاب المتأخرين المتأثرين بـ«آرابي» كان جون أوبدايك، الذي تعتبر قصته القصيرة "A&P" مختصرة، وهي إعادة تصور أميركي في ستينيات القرن الماضي لحكاية جويس عن شاب، وكان في الآونة الأخيرة أكثر حكمة بسبب افتتانه المحبط بفتاة جميلة ولكن يتعذر الوصول إليها. لقد أثار جاذبيتها إثارة الخلط بين دوافعه الجنسية الناشئة عن الشرف والفخامة، وأدى إلى خيبة الأمل وفقدان البراءة.

## في وسائل الإعلام
- في عام 1985، أصدرت فرقة الروك البديلة (ريفرس) (بالإنجليزية: Reivers)‏ في أوستن، تكساس، ألبومها المترجم Slowly والذي كان مساره الرئيسي من «آرابي»، كانت عبارة عن اقتباس أدبي للقصة.
- في عام 1999، تم إنتاج وإخراج فيلم «آرابي» من إخراج دينيس كورتني وسيناريو جوزيف بيرمان.[8]
- فيلم برازيلي يحمل نفس الاسم لجواو دومانس وأفونسو اوكو [9] من القصة القصيرة.

## وصلات خارجية
- إصدار نص تشعبي مفصل من «آرابي»
- نسخة مشروع غوتنبرغ من دبلن، بما في ذلك «عربي»
- محمد عبد الكريم يوسف. مقالة، قصة آرابي مترجمة.